# 스노크
스노크(Snoke)는 스타워즈: 깨어난 포스의 등장인물이며 앤디 서키스가 연기를 맡았다.

## 상세
렌 기사단 (Knights of Ren)의 수장인 카일로 렌의 스승이며 퍼스트 오더 (First Order)의 최고 지도자이다. 에피소드 7 - 깨어난 포스 소설 내용의 의하면 은하 제국의 탄생과 멸망을 지켜봤다. 라고 한다.
스타워즈 라스트 제다이에서 강력한 포스로 다스베이더와 대등한 모습을 보여준다.

## 그 외
정체에 대해 여려 주측이 있다. 다스 플레이거스 설, 다스 시디어스 설, 레전드 세계관의 유우잔 봉 (Yuuzhan Vong) 설도 있다. 연기를 하였던 배우 앤디 서키스는 스노크는 다스 플레이거스가 아니다. 라는 언급을 한 적이 있다. 또한 팬들이 스노크와 다스 플레이거스의 대한 질문을 루카스필름 스토리그룹 작가 파블로 히달고 (Pablo Hidalgo) 에게 많은 질문을 하자 히달고는 여러차례 다스 시디어스가 다스 플레이거스를 죽였다는 답변을 하였다.
팬들의 농담으로 스노크가 자자 빙크스라는 설을 제기 하였다.
스타워즈 라이즈 오브 스카이워커에 의하면 스노크의 정체는 다스 시디어스의 클론으로 밝혀졌다.